# Zielona sukienka Keiry Knightley
Keira Knightley miała na sobie zieloną sukienkę w dramacie wojennym z 2007 pod tytułem Pokuta. Strój został zaprojektowany przez Jacqueline Durran wraz z reżyserem Joe Wrightem. Jest noszona podczas kulminacyjnej sceny filmu. Łączy w sobie elementy z epoki z elementami nowoczesnymi i została doceniona po premierze filmu. Uznaje się ją za wyróżniającą w modzie filmowej. Projektantka zdobyła nominację do Oscara w kategorii najlepszy kostium za pracę nad Pokutą. Dziesięć lat po premierze filmu wciąż uznawano zieloną sukienkę za jedną z najlepszych filmowych kostiumów wszech czasów.